# Понтоново срце
Понтоново срце је црногорски романтична комедија из 2024 године у режији Сенада Шахмановића и по сценарију Антонија Габелића.
Филм је премијерно приказан на 37. филмском фестивалу у Херцег Новом.
Београдска премијера филма је одржана 29. јануара 2025 године.

## Радња
Мушкарац помало асоцијалног понашања и специфично грубог и безобразног стила опхођења са својим клијентима се заљуби и то у потпуно криву особу. Она је талентована млада глумица у успону, пуне су је новине, џамбо плакати и завршила је два факултета.
Након класичног топло - хладног односа, баш као у свим романтичним комедијама он одлучи изненадити је и поправити јој ауто. Да би то извео и докопао се потребних делова, мора направити доста тога што му је било незамисливо.
Мора изазвати свог највећег ривала још од вртића и, наравно, уложити свој мотоцикл; све то у замену за рекреирање сулуде трке из дечачких дана...

## Улоге
| Глумац               | Улога |
| -------------------- | ----- |
| Марија Лабудовић     |       |
| Марко Јанкетић       |       |
| Раде Шербеџија       |       |
| Дејан Ђоновић        |       |
| Стеван Вуковић       |       |
| Јелица Вукчевић      |       |
| Омар Бајрамспахић    |       |
| Павле Поповић        |       |
| Александар Радуловић |       |
| Мишо Обрадовић       |       |
| Јадранка Мамић       |       |
| Мило Перовић         |       |
| Мина Мићовић         |       |
| Анђела Маруновић     |       |
| Никола Перишић       |       |
| Лазар Ђурђевић       |       |
| Давор Клисић         |       |
| Тамара Карабасил     |       |